# Кубне куће у Ротердаму
Кубне куће у Ротердаму једнe су од најзначајнијих градских грађевина. Ове упечатљиве куће, које је дизајнирао холандски архитекта Пит Блом, буквално су коцкице постављене под углом од 45 степени. Радознали посетиоци могу да посете Кубне куће и погледају унутра и имају могућност да у њима преспавају.

## Иновативне куће
Холандски архитекта Пит Блом дизајнирао је ротердамске Кубне куће крајем 1970-их на захтев градских планера. Блом је претходно експериментисао са кубичном архитектуром у холандском граду Хелмонд. Па када му је понуђен овај пројекат у подручју центра Оуде Хавен, одлучио је проширити своје оригиналне идеје. Желео је да дизајнира неку врсту села у великом граду, где је куће видео као дрвеће и цео комплекс као шуму. Куће су изграђене у улици Оверблак, одмах изнад станице Метроа Блак. Има 38 малих коцкица и две такозване „супер коцке“, све причвршене једна за другу.
- Кубне куће у Ротердаму
- Унутрашњост куће

## Изузетна архитектура у Ротердаму
Блом је нагнуо коцку конвенционалне куће за 45 степени, тако да су три стране окренуте ка земљи, а три према небу. Мала предузећа, продавнице, школа и игралиште за децу налазе се на (не саобраћајном) шеталишту испод кубних кућа. Кубне куће такође формирају пешачки мост преко једне од најпрометнијих улица у центру Ротердама.
Кубне куће представљају апстрактну шуму, а сваки кров представља дрво. Изграђени су на бетонским стубовима са дрвеним рамовима. Куће имају три спрата. Приземље је улаз, на првом спрату се налази дневни боравак са отвореном кухињом, а на другом спрату две спаваће собе и купатило. Неке куће имају малу кровну башту.

## Музеј и хостел
Један власник је отворио врата своје куће и од ње направио музеј. Овде посетиоци имају прилику да изнутра погледају потпуно опремљену кубну кућу.
Године 2009. једна од највећих кубних кућа је претворена у хостел.